# YouYou Group
YouYou Group is een Belgisch koor dat zich bezighoudt met wat in het Arabisch zaghareed heet. Deze trilkreet wordt door vrouwen gebruikt bij huwelijken en feestelijke gebeurtenissen, maar ook bij begrafenissen. Youyou is de Franse benaming van zaghareed. Naargelang de regionale herkomst wordt het ook kululu, tsahalulim of irrintzi genoemd. Het gaat om een langgerekte schrille toon die gemoduleerd wordt (door de keelwand, glottis of met snelle tongbewegingen), die tot ver te horen is. De Brusselse kunstenares Myriam Van Imschoot stond aan de wieg van deze zanggroep. 

## Biografie
De YouYou Group werd opgericht in Brussel in 2014, met de steun van Van Imschoot, die gefascineerd is door de youyou-kreet. In 2015 bracht ze de performance getiteld YOUYOUYOU in de Beursschouwburg te Brussel, ter gelegenheid van het 50-jarige bestaan van dit kunstencentrum. Voor deze performance rekten twaalf Brusselse vrouwen de kreet voorbij zijn gebruikelijke duur en creëerden een lange "sonore wervelwind", met zachte en luide partijen, solo’s en groepsinteracties. In 2022 was deze performance ook te zien op het Festival d'Automne à Paris.
Van Imschoot ontwikkelt projecten met lokale performers en zo ontstonden er naast de YouYou Group ook verschillende workshops - de Zaghareed Clubs - in Brussel, die momenten van uitwisseling creëren tussen experts en leken, waar vrouwen van alle leeftijden en achtergronden ervaringen delen. De Zaghareed Clubs werden in 2019 opgenomen in het Register van inspirerende voorbeelden voor het borgen van immaterieel erfgoed. Volgens Annelies Tollet, medewerkster van Erfgoedcel Brussel is dit "een waardevol project, in het kader van kennismaking en overdracht van immaterieel cultureel erfgoed. De performance is uiteraard belangrijk: de ‘kreet’ wordt hoorbaar en door er een kunstproject van te maken wordt er een ‘ruimte’ gecreëerd waarin het ‘dagelijkse’ of ‘traditionele’ op een nieuwe manier wordt waargenomen."
Volgens Van Imschoot "telt de kerngroep ongeveer 30 leden en komen er ook antennes in Vlaanderen en het buitenland". De performance HELFEL, met dertig vrouwen, volgt in 2016. Ze wordt voorgesteld in het Park van Vorst op zaterdag 27 augustus en is vervolgens ook in de Beurschouwburg te beleven.
Sinds 2019 bestaat de kerngroep uit Fleur Khani, Rukhsana Zubair, Anissa Rouas, Sarah Leo, Isabelle Verstockt en Luiza Amghizar, die zich bezig houden met het uitdragen van de Zaghareed Clubs naar nieuwe contexten en media, zoals scholen en buurtwerkingen, of via radio en film. In 2021 heeft de YouYou Group een residentie in cultuurcentrum 30CC in Leuven.
Met hun performance Mars verkent de groep in 2021 "de grens tussen binnen- en buitenruimtes met de kracht van de menselijke stem"; eerst in KANAL-Centre Pompidou in Brussel en vervolgens in Centre Pompidou te Parijs. Vanwege de coronamaatregelen dragen de zangers mondmaskers en zingen ze achter glas, terwijl het publiek buiten toekijkt.
Op 7 juni 2022 gaat de documentaire YouYou in Brussel, met als ondertitel "Een artistieke performance van de trilkreet", in première in Cinema Palace in Brussel. De regie is van Lotte Knaepen, in een productie van de Erfgoedcel Brussel van de Vlaamse Gemeenschapscommissie. Uit deze documentaire leren we oa. "De youyou is een kreet, een schreeuw, een klank die gemaakt wordt met de menselijke stem. Die komt voor in superveel verschillende culturen: Noord-Afrika, Sub-Sahara Afrika, Midden-Oosten, de Balkan, Noord-Amerika, Ierland, Argentinië. Er zijn ook Baskische versies. Hoe wij die kreet voornamelijk ontdekken is als een uitdrukking van vreugde. Alleen is het heel vaak duidelijk dat die vreugde ook heel dicht bij een soort pijn ligt."
In het seizoen 2022-'23 nam de YouYou Group zijn intrek in de Kaaistudio’s van het Kaaitheater. Tot maart 2023 werkten ze er aan nieuwe projecten.
Op 3 maart 2024 brengen ze de voorstelling Jubel in Concertgebouw Brugge. Zestien performers brengen hier een eigen versie van polyfonie, waarbij "schapengemekker een van de inspiratielijnen is, die voeren naar cirkelende klankchoreografieën en de ruimtelijke lijnen van kuddes."